# Le Goût des marguerites
Le goût des marguerites (O sabor das margaridas en galicien) est une série télévisée espagnole diffusée le 3 octobre 2018 sur la chaîne Televisión de Galicia et à partir du 29 mars 2019 sur Netflix,. Elle comprend 2 saisons de 6 épisodes chacune.

## Synopsis
Rosa Vargas, qui travaille dans la Garde civile, arrive dans une petite ville de Galice pour enquêter sur la disparition d'une jeune femme, Marta. Alors que la police locale est accaparée par la venue du pape, le policier Mauro lui explique qu'il ne se passe jamais rien dans la bourgade, et que Marta est seulement partie sans laisser d'adresse. Mais la propre fille de Mauro cache qu'elle a eu Marta au téléphone le jour de sa disparition, et Rosa va découvrir les vêtements de dix femmes différentes, qui laissent supposer qu'un tueur en série sévit dans la région.

## Distribution
- María Mera : Rosa
- Toni Salgado : Mauro
- Nerea Barros : Ana
- Miguel Insua : Alberte
- Sara Sanz : Rebeca Seoane
- Ricardo de Barreiro : Vidal
- Denis Gómez : Bernabé
- Silvia V. Lorenzo : Conchi
- Yelena Molina : Samanta
- Lucía Álvarez : Luisa

## Récompenses
- Prix Mestre Mateo 2019 : prix de la meilleure série télévisée[6]